# Van Buren, Indiana
Van Buren är en ort i Grant County i delstaten Indiana, USA.